# Le Perray-en-Yvelines
Le Perray-en-Yvelines är en kommun i departementet Yvelines i regionen Île-de-France i norra Frankrike. Kommunen ligger i kantonen Rambouillet som tillhör arrondissementet Rambouillet. År 2022 hade Le Perray-en-Yvelines 6 515 invånare.

## Befolkningsutveckling
Antalet invånare i kommunen Le Perray-en-Yvelines
| Referens: INSEE |